# Polskie Radio Program II
Polskie Radio Program II è un canale radio polacco fondato nel 1937 e di proprietà di Polskie Radio.